# جبال الصوان (مسرحية)
مسرحية جبال الصوان مسرحية لبنانية بطولة السيدة فيروز (بدور غربة).  كلمات وألحان تأليف وإخراج الأخوين رحباني. قُدمت عام 1969 في كل من بعلبك ودمشق.

## الحبكة
تتناول هذه المسرحية مواضيع احتلال الأرض، الظلم، البطولة، الحرية، والتضحية لأجلها.
بعد مئة يوم من القتال، تسقط جبال الصوان في أيدي الطاغية فاتك المتسلط (أنطوان كرباج). عندما رفض مدلج، قائد الضيعة، أن يظهر الخوف، أو يهرب، أو يتوسل لإنقاذ حياته، قام فاتك بقتله على بوابة الضيعة. ثم حكم جبال الصوان بقبضة من حديد.
الذين نجوا من المعركة فئتين، واحدة فرت بعيداً، والثانية بقيت في جبال الصوان تعيش في جو من الرعب.
مرت عشر سنوات، وأهالي جبال الصوان ما زالوا يعيشون على أمل وإيمان بأن أحداً من سلالة مدلج، سيأتي ليحررهم ويحرر الضيعة.
تظهر فتاة شابة، يانعة، في الضيعة لتقول أنها ابنة مدلج، غربة (فيروز)، كانت لديها علامة منذ الولادة تثبت فعلاً أنها ابنته.
قامت غربة بحشد الناس خلفها، وبدأت بتعبئتهم للمهمة، طلبت منهم أولاً أن يمزّقوا ثياب الحزن السوداء، وأن يعيدوا إلى حياتهم أعياد الفرح القديمة.
سرعان ما وجدت نفسها في مواجهة فاتك المتسلط، الذي حاول أن يخيفها، لكنها وقفت بعزيمة وثبات لتخبره بأنها معنية بتحرير الأرض، وأن هذا الهدف هو بالضبط ما تصبو إليه.
زرعت غربة بذور الثورة في عقول الناس، ونفخت روح الشجاعة في قلوبهم المترددة. في نفس الوقت، صلّت لله أن يمنحها العون والشجاعة في أغنية «ساعدني يا نبع الينابيع».
عقد حفل زفاف كبير في الضيعة، ليعكس التغيير الذي حصل في المزاج الاعتيادي الكئيب لأهالي الضيعة، الذين تعهدوا بالولاء لغربة، وغنوا لمجدها. أما فاتك فقد قرر الاحتفال
بيوم انتصاره في جبال الصوان، من مبدأ النكاية. وطلب من الناس المشاركة فيه بقوة السلاح. رفض الأهالي الحضور بالطبع، لكنهم عندما أجبروا على ذلك، نظموا قصيدة تمجّد مدلج وغربة.
مما أغضب فاتك المتسلط الذي أمر بأن تحضر غربة إليه.
قبل أن تواجهه غربة، تحدثت مع الأهالي وقالت لهم ألا يخافوا، لأن الذي يخاف سيجد الموت أمامه، وحدهم من يمشون نحو الموت بدون خوف، هم الذين يصنعون الانتصار.
قالت غربة لفاتك المتسلط مرة، وهي واقفة بفخر، وبدون خوف، أنها مؤتمنة على هذه الأرض من قبل أبيها الذي قتل على يديه. وأنه (أي أبيها) ترك هذه الأرض، لأنها لن تتسع له وللاستبداد.
أوضحت له أن الناس قرروا الانتقام منه مسبقاً، وأنه ليس مهماً ما قد يقتل منهم، فخلف كل صخرة، وتحت كل شجرة، وبفيء كل بيت سيخلق ولد لمدلج. وأنهم سيقاتلون حتى النهاية لاسترداد حريتهم المفقودة.
قتل فاتك غربة في عين المكان الذي قتل فيه أبيها، على البوابة. لكنه أدرك هذه المرة أن كلماتها ووعودها سوف تطارده إلى الأبد. فأهالي جبال الصوان لن يتركوه قبل أن يرحل عنهم.
أخيراً لملم جيشه وهرب بعيداً، تاركاً النصر الأخير لأولئك الذين قاتلوا، ووهبوا حياتهم في سبيل الحرية.

## لائحة الأغنيات
الأغنيات الواردة  في المسرحية  هي:
1. المقدمة الموسيقية
2. بعدا جبال الصوان
3. ليل ليل ليل
4. يا فاتك المتسلط
5. حنة السحلانية
6. شوفو شوفو الغيمة
7. ناطر أنا ناطر
8. الله يبسطكن
9. الغيمة كبرت
10. مين بنتو
11. ودينا المراسيل
12. خللي الفرح يرجع
13. غربة غربة
14. هيهات يا بو الزلف
15. عللي عللي
16. وطني
17. حوار غربة وفاتك
18. يا عنبنا
19. يا رعيان الجبال
20. خيال الكروم
21. يا كروم
22. صيف يا صيف
23. صدق ظنك يا شهوان
24. بلبله بلبله
25. هدتكن الإشاعات
26. بدنا نكمل
27. يا هالناس يا أهلي
28. ساعدني
29. المقدمة الثانية
30. بالفناجين
31. شفتا وجنيت
32. اسكتش نعوم وجميلة
33. العرس
34. يا دارة العلالي
35. يا بي العروس
36. عروستنا الحلوة
37. كانت متللايي البيت
38. مولانا المتسلط فاتك
39. علية علية
40. قدام عسكر طايف علي
41. بدي احكي معكن
42. ندهتني النسمة الغريبة
43. حوار فاتك وغربة
44. رجع العشب البري
45. موسيقى وحوار
46. أنا غربة
47. ديبو خود العسكر وهروب
48. مجد العروس